# هوغو أوريلانا بونيلا
هوغو أوريلانا بونيلا (بالإسبانية: Hugo Orellana Bonilla)‏ هو رسام بيروفي، ولد في 1932 في جاويا في بيرو، وتوفي في 28 يناير 2007.